# 1565
Il 1565 (MDLXV in numeri romani) è un anno  del XVI secolo.

## Eventi
- In Russia inizia l'Oprichnina.
- A Venezia inizia la costruzione della chiesa di San Giorgio Maggiore, il cui progetto è dovuto al Palladio.
- A Bologna viene terminata la costruzione della Fontana del Nettuno, opera del Giambologna.
- Torquato Tasso giunge alla corte di Ferrara.
- 1º marzo – Viene fondata la città di Rio de Janeiro.
- 27 aprile – Viene fondata la città di Cebu (in origine San Miguel), primo insediamento spagnolo nelle Filippine.
- 18 maggio – Inizia il grande assedio di Malta da parte dei Turchi Ottomani.
- 29 luglio – La vedova Maria Stuarda sposa Henry Stuart, Lord Darnley, duca d'Albany.
- 4 settembre – La flotta spagnola di Pedro Menéndez de Avilés sbarca in Florida per combattere i francesi sotto Jean Ribault. Più tardi distrugge la colonia francese di Fort Caroline.
- 12 settembre – I cavalieri di Malta sollevano l'assedio turco di Malta (iniziato il 18 maggio).

### America del Nord
- John Hawkins importa in Inghilterra per la prima volta il tabacco da fumo, che aveva ottenuto da una piccola colonia francese in Florida.
- 28 agosto – Dopo aver mutato il suo indirizzo politico, la Spagna torna a prendere di mira la Florida incaricando Pedro Menéndes de Avilés di fondare una colonia nell'odierna St. Augustine con 1500 coloni. È attualmente il più vecchio insediamento europeo rimasto negli Stati Uniti.
- 8 settembre – Pedro Menéndes de Avilés fonda la colonia a St. Augustine: è il primo insediamento permanente europeo in America settentrionale. Il nuovo insediamento vede anche la nascita della prima parrocchia cattolica in America del Nord, fondata da Don Martín Francisco López de Mendoza Grajales.
- 10 settembre – Forze militari francesi, al comando di Jean Ribault, salpano all'attacco del nuovo insediamento di St. Augustine, ma la flotta viene completamente distrutta durante una tempesta.
- 20 settembre – Ora sono gli spagnoli a muoversi: un corpo di spedizione, al comando di Pedro Menéndes de Avilés, attacca e cattura l'insediamento francese di Fort Caroline, passando a fil di spada la guarnigione francese. L'insediamento viene ribattezzato dagli spagnoli con il nome di San Mateo.

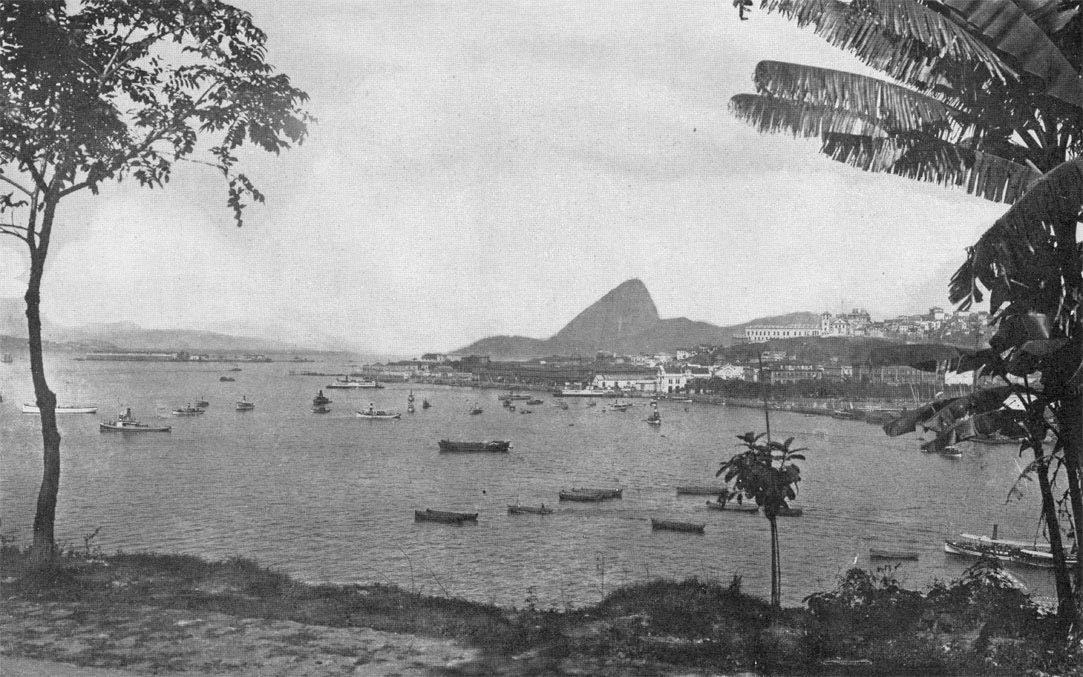
1º marzo: Rio de Janeiro.

## Nati

### Gennaio
- 12 gennaio - Isabella Gonzaga, nobile italiana († 1637)
- 17 gennaio - Maria Anna di Gesù Navarro, religiosa spagnola († 1624)
- 20 gennaio - Lodovico delle Colombe, filosofo italiano († 1616)
- 31 gennaio - Ikeda Terumasa, militare giapponese († 1613)

### Febbraio
- 14 febbraio - Alonso de Idiáquez de Butrón y Múgica, militare e nobile spagnolo († 1618)
- 17 febbraio - Giovanni Giacomo Staserio, gesuita, matematico e astronomo italiano († 1635)

### Marzo
- 18 marzo - Aernout van Buchel, scrittore e disegnatore olandese († 1641)

### Aprile
- 2 aprile - Muzio Pansa, medico e letterato italiano († 1628)
- 2 aprile - Cornelis de Houtman, esploratore e navigatore olandese († 1599)
- 3 aprile - Anna III di Stolberg, religiosa tedesca († 1601)
- 16 aprile - Elizabeth Raleigh, nobildonna inglese († 1647)
- 19 aprile - Angelo Badoer, politico e diplomatico italiano († 1630)

### Maggio
- 5 maggio - Gotō Mototsugu, militare giapponese († 1615)
- 15 maggio - Hendrick de Keyser il Vecchio, architetto, scultore e medaglista olandese († 1621)

### Giugno
- 2 giugno - Francisco Ribalta, pittore spagnolo († 1628)
- 21 giugno - Scipione Chiaramonti, astronomo e filosofo italiano († 1652)

### Agosto
- 5 agosto - Paola Massarenghi, compositrice italiana
- 9 agosto - Luigi II di Nassau-Weilburg, nobile tedesco († 1627)
- 16 agosto - Cristina di Lorena, sovrana († 1636)
- 29 agosto - Agostino Ciampelli, pittore italiano († 1630)

### Settembre
- 10 settembre - Niccolò Longobardi, gesuita italiano († 1654)
- 17 settembre - Edoardo Fortunato di Baden-Baden, nobile tedesco († 1600)
- 26 settembre - Aelius Everhardus Vorstius, medico e botanico olandese († 1624)
- 28 settembre - Alessandro Tassoni, scrittore e poeta italiano († 1635)

### Ottobre
- 6 ottobre - Marie de Gournay, scrittrice e filosofa francese († 1645)
- 14 ottobre - Ippolito Galantini, predicatore italiano († 1620)
- 22 ottobre - Benedikt Carpzov il Vecchio, docente e giurista tedesco († 1624)

### Novembre
- 6 novembre - Ippolita d'Este, nobildonna italiana († 1602)
- 10 novembre - Laurentius Paulinus Gothus, religioso, teologo e astronomo svedese († 1646)
- 14 novembre - Petrus Bertius, cartografo, bibliotecario e matematico fiammingo († 1629)
- 30 novembre - Pietro Fourier, presbitero francese († 1640)

### Senza giorno specificato
- Reza Abbasi, miniaturista e pittore persiano († 1635)
- Maurice Abbot, mercante e politico inglese († 1642)
- Bernardo de Alderete, letterato spagnolo († 1645)
- Ottavio d'Aragona Tagliavia, nobile, politico e militare italiano († 1623)
- Ayşe Sultan, principessa ottomana († 1605)
- Giovan Giacomo Barbiano di Belgioioso, ufficiale italiano († 1626)
- Marino Bizzi, arcivescovo cattolico italiano († 1625)
- Marcantonio Brandolini, nobile italiano († 1616)
- Filippo Caetani, VII duca di Sermoneta, nobile, commediografo e poeta italiano († 1614)
- Ridolfo Campeggi, letterato e poeta italiano († 1624)
- Giovanni Matteo Cariofilo, arcivescovo cattolico, traduttore e umanista greco († 1633)
- Rostom di Cartalia, re († 1658)
- Giacomo Cavalieri, cardinale italiano († 1629)
- Ansaldo Cebà, poeta e scrittore italiano († 1623)
- Chōsokabe Nobuchika, militare giapponese († 1587)
- Elizabeth Clarke, inglese († 1645)
- Giovanni Battista Durazzo, doge († 1642)
- Giovanni Emo, vescovo cattolico italiano († 1622)
- Pedro Fernandes de Queirós, navigatore e esploratore portoghese († 1615)
- Giovanni Francesco Fiammelli, matematico e ingegnere militare italiano († 1613)
- Giovanni Maria Filippi, architetto italiano
- Ferdinando Gorges, nobile britannico († 1647)
- Bandino Gualfreducci, religioso e umanista italiano († 1627)
- Willem Haultain de Zoete, ammiraglio olandese († 1637)
- Isaiah Horowitz, rabbino e religioso boemo († 1630)
- Jacopo Inghirami, ammiraglio italiano († 1624)
- Giambattista Liviera, letterato, tragediografo e poeta italiano († 1628)
- Matsudaira Ienobu, militare giapponese († 1638)
- Giovanni Ambrogio Mazenta, religioso e architetto italiano († 1635)
- Francis Meres, scrittore inglese († 1647)
- Simone Molinaro, compositore e editore italiano († 1634)
- Mori Ranmaru, giapponese († 1582)
- Francesco Nori, vescovo cattolico e letterato italiano († 1631)
- Isaac Oliver, pittore, disegnatore e miniaturista inglese († 1617)
- Pier Francesco Piola, pittore italiano († 1600)
- Giovanni Pietro de Pomis, pittore, medaglista e architetto italiano († 1633)
- Jan Saenredam, pittore, incisore e cartografo olandese († 1607)
- Walter Scott, I lord Scott di Buccleuch, nobile scozzese († 1611)
- Michelangelo Seghizzi, vescovo cattolico italiano († 1625)
- Anthony Shirley, nobile, avventuriero e diplomatico inglese († 1635)
- John Spottiswoode, vescovo anglicano e storico scozzese († 1639)
- Fabrizio Stella, giurista e avvocato italiano († 1644)
- Carlo Tapia, giurista e nobile italiano († 1644)
- Johann Thölde, alchimista, scrittore e editore tedesco († 1614)
- Carlo Emanuele Teodoro Trivulzio, nobile e condottiero italiano († 1605)
- Horace Vere, generale inglese († 1635)
- Laudivio Zacchia, cardinale e vescovo cattolico italiano († 1637)
- Pietro Zlojutrić, vescovo cattolico bosniaco († 1624)
- Livia d'Arco, soprano italiana († 1611)
- Álvaro II del Congo, re († 1614)

## Morti

### Gennaio
- 1º gennaio - Henry Stafford, II barone Stafford, nobile inglese (n. 1527)
- 2 gennaio - Joan Fitzgerald, nobildonna irlandese
- 5 gennaio - Camillo Scroffa, poeta italiano
- 10 gennaio - Gian Giacomo Bonzagna, medaglista, incisore e orafo italiano (n. 1507)
- 12 gennaio - Meir Katzenellenbogen, rabbino tedesco (n. 1482)
- 16 gennaio - Antonio Cappello, politico italiano (n. 1494)
- 19 gennaio - Diego Laínez, gesuita spagnolo (n. 1512)
- 28 gennaio - Federico Cesi, cardinale e vescovo cattolico italiano (n. 1500)

### Febbraio
- 21 febbraio - Federico Gonzaga, cardinale e vescovo cattolico italiano (n. 1540)
- 26 febbraio - Francesco della Sega, italiano (n. 1528)

### Marzo
- 8 marzo - Bernardo Cappello, scrittore e umanista italiano (n. 1498)
- 14 marzo - Vasco de Quiroga, vescovo cattolico e giudice spagnolo (n. 1470)

### Aprile
- 2 aprile - Elizabeth Brooke, nobildonna inglese (n. 1526)
- 13 aprile - Bernardo Navagero, cardinale, ambasciatore e vescovo cattolico italiano (n. 1507)
- 27 aprile - Osanna di Cattaro, religiosa montenegrina (n. 1493)

### Maggio
- 2 maggio - Margherita Antoniazzi, religiosa italiana (n. 1502)
- 5 maggio - Munjeong di Joseon, regina coreana (n. 1501)
- 14 maggio - Nicolaus von Amsdorf, teologo e vescovo luterano tedesco (n. 1483)
- 28 maggio - Mikołaj Krzysztof Radziwiłł, nobile polacco (n. 1515)

### Giugno
- 3 giugno - Antonio Bernardi, vescovo cattolico e filosofo italiano (n. 1502)
- 12 giugno - Adrianus Turnebus, umanista, filologo e filosofo francese (n. 1512)
- 17 giugno - Ashikaga Yoshiteru, militare giapponese (n. 1536)
- 23 giugno - Dragut, ammiraglio e corsaro ottomano (n. 1485)
- 28 giugno - Semiz Ali Pascià, politico ottomano

### Luglio
- 11 luglio - Renato di Challant, conte (n. 1502)
- 13 luglio - Asdrubale de' Medici, condottiero italiano
- 16 luglio - Date Tanemune, militare giapponese (n. 1488)
- 21 luglio - Polidoro da Lanciano, pittore italiano
- 25 luglio - David Köler, organista, compositore e cantore tedesco (n. 1532)

### Agosto
- 26 agosto - Giovanni Jacopo Caraglio, incisore, pittore e medaglista italiano (n. 1500)
- 29 agosto - Alfonso Carafa, cardinale e arcivescovo cattolico italiano (n. 1540)

### Settembre
- 4 settembre - Simone Pasqua Di Negro, cardinale e vescovo cattolico italiano (n. 1492)
- 13 settembre - Guillaume Farel, teologo francese (n. 1489)
- 15 settembre - Modestinus Pistoris, giurista tedesco (n. 1516)
- 25 settembre - Giulio Magnani, vescovo cattolico italiano (n. 1505)

### Ottobre
- 4 ottobre - Pietro Paolo Vergerio, teologo, vescovo cattolico e vescovo luterano italiano (n. 1498)
- 5 ottobre - Lodovico Ferrari, matematico italiano (n. 1522)
- 6 ottobre - Annibale Bozzuti, cardinale e arcivescovo cattolico italiano (n. 1521)
- 7 ottobre - Johannes Mathesius, pastore protestante e teologo tedesco (n. 1504)
- 8 ottobre - Alessandro di Sassonia, principe tedesco (n. 1554)
- 10 ottobre - Carlo di La Roche-sur-Yon, nobile francese (n. 1515)
- 29 ottobre - Ranuccio Farnese, cardinale italiano (n. 1530)

### Novembre
- 2 novembre - Matilde di Wittelsbach, nobile (n. 1532)
- 11 novembre - Obu Toramasa, militare giapponese (n. 1504)
- 12 novembre - Carlo Visconti, cardinale e vescovo cattolico italiano (n. 1523)
- 25 novembre - Satake Yoshiaki, militare giapponese (n. 1531)
- 25 novembre - Teresa de Zúñiga, nobildonna spagnola (n. 1502)

### Dicembre
- 5 dicembre - Abd al-Wahhab al-Sha'rani, giurista egiziano (n. 1493)
- 7 dicembre - Tiberio Calcagni, scultore e architetto italiano (n. 1532)
- 9 dicembre - Papa Pio IV, papa, vescovo cattolico e cardinale italiano (n. 1499)
- 13 dicembre - Conrad Gessner, naturalista, teologo e bibliografo svizzero (n. 1516)
- 18 dicembre - Benedetto Varchi, umanista, scrittore e storico italiano (n. 1503)
- 27 dicembre - Luis de Santa María Nanacacipactzin, sovrano azteco
- 28 dicembre - Antonio Begarelli, scultore italiano (n. 1499)

### Senza giorno specificato
- Pietro Paolo Arrigoni, nobile e politico italiano
- Juan Barahona, giurista e diplomatico spagnolo (n. 1519)
- Bartolomeo Beretta, artigiano italiano (n. 1490)
- Jacques Buus, organista e compositore fiammingo
- Giovan Battista Calvi, ingegnere militare italiano
- Ippolito Chizzola, presbitero e scrittore italiano (n. 1521)
- Giovanni Cini, scultore italiano
- Giacomo Cocco, arcivescovo cattolico italiano
- Corrado I di Zurlauben, mercenario svizzero
- Bernardino Daniello, letterato italiano
- Sebastiano Fausto, traduttore italiano (n. 1502)
- Galeazzo Florimonte, vescovo cattolico italiano (n. 1484)
- Alessandro Fregoso, condottiero italiano
- Francesco Gualtieri, pittore italiano
- Giuseppe Malaspina, nobile italiano
- Ennio Massari Filonardi, vescovo cattolico italiano (n. 1495)
- Porzia de' Medici, religiosa italiana (n. 1538)
- Eustachio Petrucci, militare italiano
- Jean Poitevin, cantore francese
- Jean Ribault, esploratore e navigatore francese (n. 1520)
- Cipriano de Rore, compositore fiammingo
- Francesco dal Sole, matematico, astronomo e ingegnere francese (n. 1490)
- Herluf Trolle, ammiraglio danese (n. 1516)
- Richard Turner, presbitero inglese
- Niccolò Zeno, storico italiano (n. 1515)

## Calendario
| Calendario 1565 | Calendario 1565 | Calendario 1565 | Calendario 1565 | Calendario 1565 | Calendario 1565 | Calendario 1565 | Calendario 1565 | Calendario 1565 | Calendario 1565 | Calendario 1565 | Calendario 1565 | Calendario 1565 | Calendario 1565 | Calendario 1565 | Calendario 1565 | Calendario 1565 | Calendario 1565 | Calendario 1565 | Calendario 1565 | Calendario 1565 | Calendario 1565 | Calendario 1565 | Calendario 1565 | Calendario 1565 | Calendario 1565 | Calendario 1565 | Calendario 1565 | Calendario 1565 | Calendario 1565 | Calendario 1565 | Calendario 1565 | Calendario 1565 |
| --------------- | --------------- | --------------- | --------------- | --------------- | --------------- | --------------- | --------------- | --------------- | --------------- | --------------- | --------------- | --------------- | --------------- | --------------- | --------------- | --------------- | --------------- | --------------- | --------------- | --------------- | --------------- | --------------- | --------------- | --------------- | --------------- | --------------- | --------------- | --------------- | --------------- | --------------- | --------------- | --------------- |
|                 | 1               | 2               | 3               | 4               | 5               | 6               | 7               | 8               | 9               | 10              | 11              | 12              | 13              | 14              | 15              | 16              | 17              | 18              | 19              | 20              | 21              | 22              | 23              | 24              | 25              | 26              | 27              | 28              | 29              | 30              | 31              |                 |
| Gennaio         | Lu              | Ma              | Me              | Gi              | Ve              | Sa              | Do              | Lu              | Ma              | Me              | Gi              | Ve              | Sa              | Do              | Lu              | Ma              | Me              | Gi              | Ve              | Sa              | Do              | Lu              | Ma              | Me              | Gi              | Ve              | Sa              | Do              | Lu              | Ma              | Me              |                 |
| Febbraio        | Gi              | Ve              | Sa              | Do              | Lu              | Ma              | Me              | Gi              | Ve              | Sa              | Do              | Lu              | Ma              | Me              | Gi              | Ve              | Sa              | Do              | Lu              | Ma              | Me              | Gi              | Ve              | Sa              | Do              | Lu              | Ma              | Me              |                 |                 |                 |                 |
| Marzo           | Gi              | Ve              | Sa              | Do              | Lu              | Ma              | Me              | Gi              | Ve              | Sa              | Do              | Lu              | Ma              | Me              | Gi              | Ve              | Sa              | Do              | Lu              | Ma              | Me              | Gi              | Ve              | Sa              | Do              | Lu              | Ma              | Me              | Gi              | Ve              | Sa              |                 |
| Aprile          | Do              | Lu              | Ma              | Me              | Gi              | Ve              | Sa              | Do              | Lu              | Ma              | Me              | Gi              | Ve              | Sa              | Do              | Lu              | Ma              | Me              | Gi              | Ve              | Sa              | Do              | Lu              | Ma              | Me              | Gi              | Ve              | Sa              | Do              | Lu              |                 |                 |
| Maggio          | Ma              | Me              | Gi              | Ve              | Sa              | Do              | Lu              | Ma              | Me              | Gi              | Ve              | Sa              | Do              | Lu              | Ma              | Me              | Gi              | Ve              | Sa              | Do              | Lu              | Ma              | Me              | Gi              | Ve              | Sa              | Do              | Lu              | Ma              | Me              | Gi              |                 |
| Giugno          | Ve              | Sa              | Do              | Lu              | Ma              | Me              | Gi              | Ve              | Sa              | Do              | Lu              | Ma              | Me              | Gi              | Ve              | Sa              | Do              | Lu              | Ma              | Me              | Gi              | Ve              | Sa              | Do              | Lu              | Ma              | Me              | Gi              | Ve              | Sa              |                 |                 |
| Luglio          | Do              | Lu              | Ma              | Me              | Gi              | Ve              | Sa              | Do              | Lu              | Ma              | Me              | Gi              | Ve              | Sa              | Do              | Lu              | Ma              | Me              | Gi              | Ve              | Sa              | Do              | Lu              | Ma              | Me              | Gi              | Ve              | Sa              | Do              | Lu              | Ma              |                 |
| Agosto          | Me              | Gi              | Ve              | Sa              | Do              | Lu              | Ma              | Me              | Gi              | Ve              | Sa              | Do              | Lu              | Ma              | Me              | Gi              | Ve              | Sa              | Do              | Lu              | Ma              | Me              | Gi              | Ve              | Sa              | Do              | Lu              | Ma              | Me              | Gi              | Ve              |                 |
| Settembre       | Sa              | Do              | Lu              | Ma              | Me              | Gi              | Ve              | Sa              | Do              | Lu              | Ma              | Me              | Gi              | Ve              | Sa              | Do              | Lu              | Ma              | Me              | Gi              | Ve              | Sa              | Do              | Lu              | Ma              | Me              | Gi              | Ve              | Sa              | Do              |                 |                 |
| Ottobre         | Lu              | Ma              | Me              | Gi              | Ve              | Sa              | Do              | Lu              | Ma              | Me              | Gi              | Ve              | Sa              | Do              | Lu              | Ma              | Me              | Gi              | Ve              | Sa              | Do              | Lu              | Ma              | Me              | Gi              | Ve              | Sa              | Do              | Lu              | Ma              | Me              |                 |
| Novembre        | Gi              | Ve              | Sa              | Do              | Lu              | Ma              | Me              | Gi              | Ve              | Sa              | Do              | Lu              | Ma              | Me              | Gi              | Ve              | Sa              | Do              | Lu              | Ma              | Me              | Gi              | Ve              | Sa              | Do              | Lu              | Ma              | Me              | Gi              | Ve              |                 |                 |
| Dicembre        | Sa              | Do              | Lu              | Ma              | Me              | Gi              | Ve              | Sa              | Do              | Lu              | Ma              | Me              | Gi              | Ve              | Sa              | Do              | Lu              | Ma              | Me              | Gi              | Ve              | Sa              | Do              | Lu              | Ma              | Me              | Gi              | Ve              | Sa              | Do              | Lu              |                 |